# Matassa

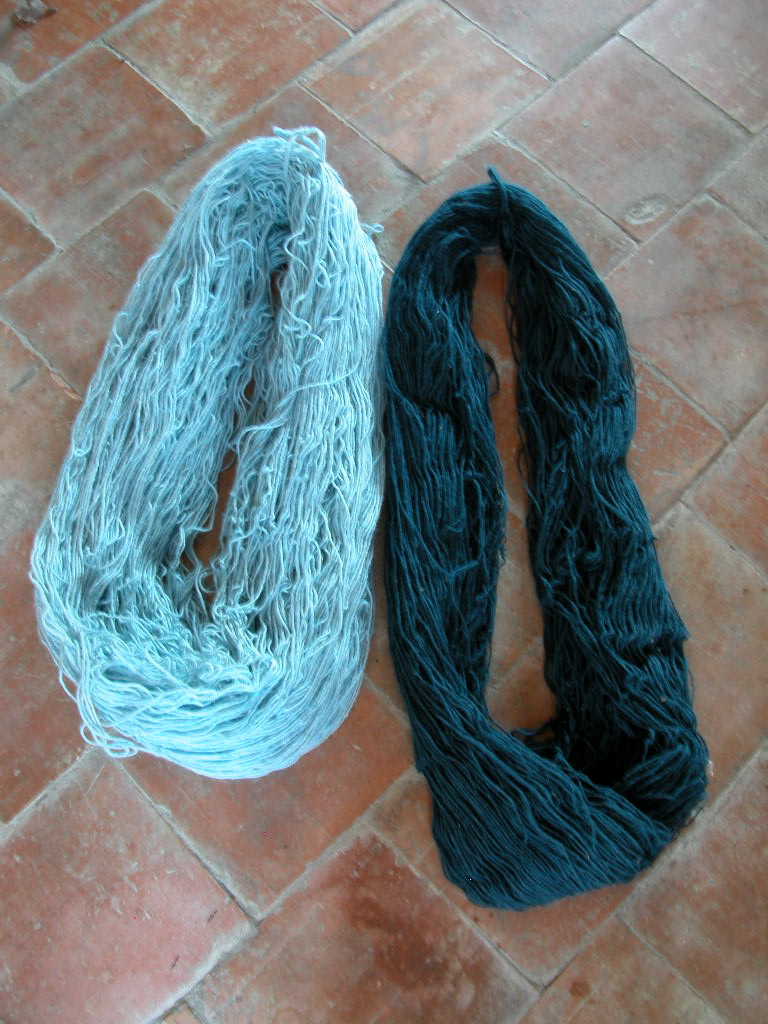
Matasse di lana

Una matassa è costituita dall'assembramento ordinato di un ammasso di filo, disposto a spirale, in forma circolare. Può avere peso e dimensione differente determinate dalle caratteristiche del filo, dall'uso e dalla tradizione.
Per evitare che si disfi, che si perdano le estremità e si confonda l'ordine, ha uno o più punti di bloccaggio, diversi a seconda del materiale del filo. Il capo esterno, quello che si prende per srotolarla si chiama bandolo.

## Tecnica
- Il sistema più semplice per costruirla consiste nell'arrotolare il filo intorno all'avambraccio, mettendo il filo alternativamente nell'incavo tra il pollice e l'indice aperti e all'esterno del gomito ripiegato. Alla fine si sfila piegando la mano verso il braccio.
- Per costruirle si usa l'aspo, marchingegno in legno o metallo che può essere mosso manualmente o in modo meccanico.
- Nell'industria il filo che esce dagli apparecchi di produzione, attraverso trafilatura, filatura, estrusione, trattura, viene raccolto su aspi, di diametro sufficientemente per produrre la matassa.
- Per disfarle (dipanatura) e trasformarle in gomitoli si usa l'arcolaio.

## Filati
Per i filati i due capi, fine e inizio, sono annodati assieme dopo aver fatto alcuni giri intorno alla matassa, vi sono uno o due altri punti di legatura fatti con un filo indipendente che servono a mantenerla in ordine, se la matassa non mantiene il suo ordine e i fili si incrociano diviene difficile dipanarla, cioè disfarla, il tempo necessario si moltiplica perché il filo deve essere fatto passare manualmente intorno agli incroci.
Sistema antico di stoccaggio, ora i filati vengono commercializzati in rocche, è formato indispensabile per la tintura. Le matasse da tingere devono avere legature larghe altrimenti il bagno della tintura non riesce a penetrare tra tutti i fili e il colore risulta disomogeneo.